# Canale (oceanografia)
Un canale è un braccio di mare relativamente ristretto che collega due oceani o due mari di estensione molto superiore a quella del canale stesso. È detto a volte  canale naturale per evitare confusione con canale artificiale.
Spesso viene considerato come sinonimo di "stretto". La differenza tra i due dipende dal tipo di masse d'acqua coinvolte, da un lato e dall'altro lato. Se queste sono di caratteristiche chimico-fisiche simili (densità, salinità, temperatura) allora si parla di canale (della Manica, d'Otranto); se invece le caratteristiche sono dissimili si parla di Stretto.
Anche nel caso di un arcipelago, i bracci di mare tra le diverse isole vengono detti "canale" o, alternativamente, anche "passaggio" o "bocca" (ad esempio: le Bocche di Bonifacio, il canale di Procida, il canale di Piombino).

## Principali canali naturali italiani
- Canale di Sicilia
- Canale di Sardegna
- Canale d'Otranto

## Principali canali naturali del mondo
- Canale della Manica
- Canale di San Giorgio (Irlanda)
- Canale del Mozambico
- Canale malese